# Emma Abbottová

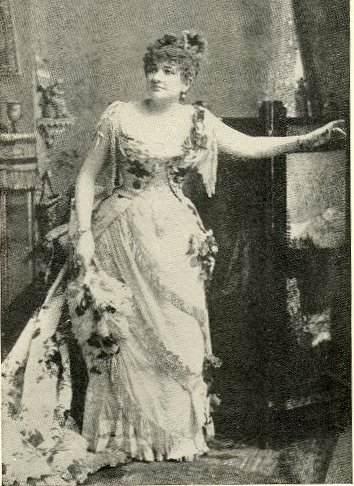
Emma Abbottová

Emma Abbottová (9. prosince 1850 v Chicagu – 5. ledna 1891 v Salt Lake City) byla americká sopranistka.

## Život
Zpívat začala poté, co její rodina ztratila veškerý majetek. Zpěv studovala u Wartelové, Sangiovanni a Delle Sedie; v New Yorku, na doporučení operní pěvkyně Clary Louise Kellogové byl jejím učitelem Achille Errani. Roku 1875 se vdala za Eugena Wetherella. Spolu založili a vedli Emma Abbott English Grand Opera Company.

## Role a angažmá
Poprvé veřejně vystoupila v Royal Opera House v Covent Garden roku 1876 jako Marie v opeře Marie, dcera pluku Gaetana Donizettiho.
- 1877 – zpívala v New Yorku